# Décès en 1113
Décès
- 1109
- 1110
- 1111
- 1112
- 1113
- 1114
- 1115
- 1116
- 1117

Cette page dresse une liste de personnalités mortes au cours de l'année 1113 :
- début de l'année : Kyanzittha, roi de Pagan.
- 9 mars : Siegfried de Weimar-Orlamünde, ou Siegfried de Ballenstedt, comte palatin du Rhin et Comte de Weimar-Orlamünde.
- 16 avril : Sviatopolk II, Grand-prince du Rus' de Kiev de la dynastie des Riourikides.
- 19 juin : Odon de Tournai, écolâtre, moine bénédictin, fondateur de l’abbaye Saint-Martin de Tournai, et évêque de Cambrai.
- septembre : Ibn Tahir de Césarée (en), ou Abu al-Fadl Muhammad bin Tahir bin Ali bin Ahmad al-Shaibani al-Maqdisi, historien musulman.
- 30 novembre : Grégoire de San Grisogono (en), cardinal et auteur de droit canonique.
- 10 décembre : Ridwan, roi d’Alep[1].

- Aicard d'Arles, dit Aicard d'Arles ou Aicard de Marseille, archevêque d’Arles.
- André de Gaète, duc de Gaète.
- Basile Ier d'Ani, ou Barsegh Ier Anetsi, Catholicos de l'Église apostolique arménienne.
- Bernard III de Bigorre, comte de Bigorre.
- Gilbert de l'Aigle, noble français.
- Girard Ier de Roussillon, comte de Roussillon.
- Gertrude de Saxe, comtesse de Frise-Occidentale puis de Flandre.
- Ide de Boulogne, noble française et sainte de l’Église catholique.
- Liu (en), impératrice consort chinoise.
- Kyanzittha, troisième roi de Pagan.
- Mawdûd ibn Altûntâsh, ou Sharaf al-Dawla Mawdûd ou encore Mawdûd ibn at-Tountikine, atabeg de Mossoul.
- Otton II de Zutphen, seigneur puis comte de Zutphen.
- Basile Ier d'Ani, catholicos arménien de Cilicie.
- Ridwan d'Alep, ou Fakhr al-Mulk Ridhwân ben Tutuch, roi saljûqide d'Alep.
- Wuyashu (en), chef des Wanyan (Chine).

date incertaine
- 5 janvier ou le 27 mars :
  - Ulrich de Brno, duc en Moravie.

## Crédit d'auteurs
- Cet article est partiellement ou en totalité issu de l'article intitulé « 1113 » (voir la liste des auteurs).